# 豊幌駅
豊幌駅（とよほろえき）は北海道江別市豊幌美咲町にある北海道旅客鉄道（JR北海道）函館本線の駅である。駅番号はA10。電報略号はトホ。事務管理コードは▲130130。
Kitacaの利用が可能であるが、カードの販売は行わない。

## 歴史

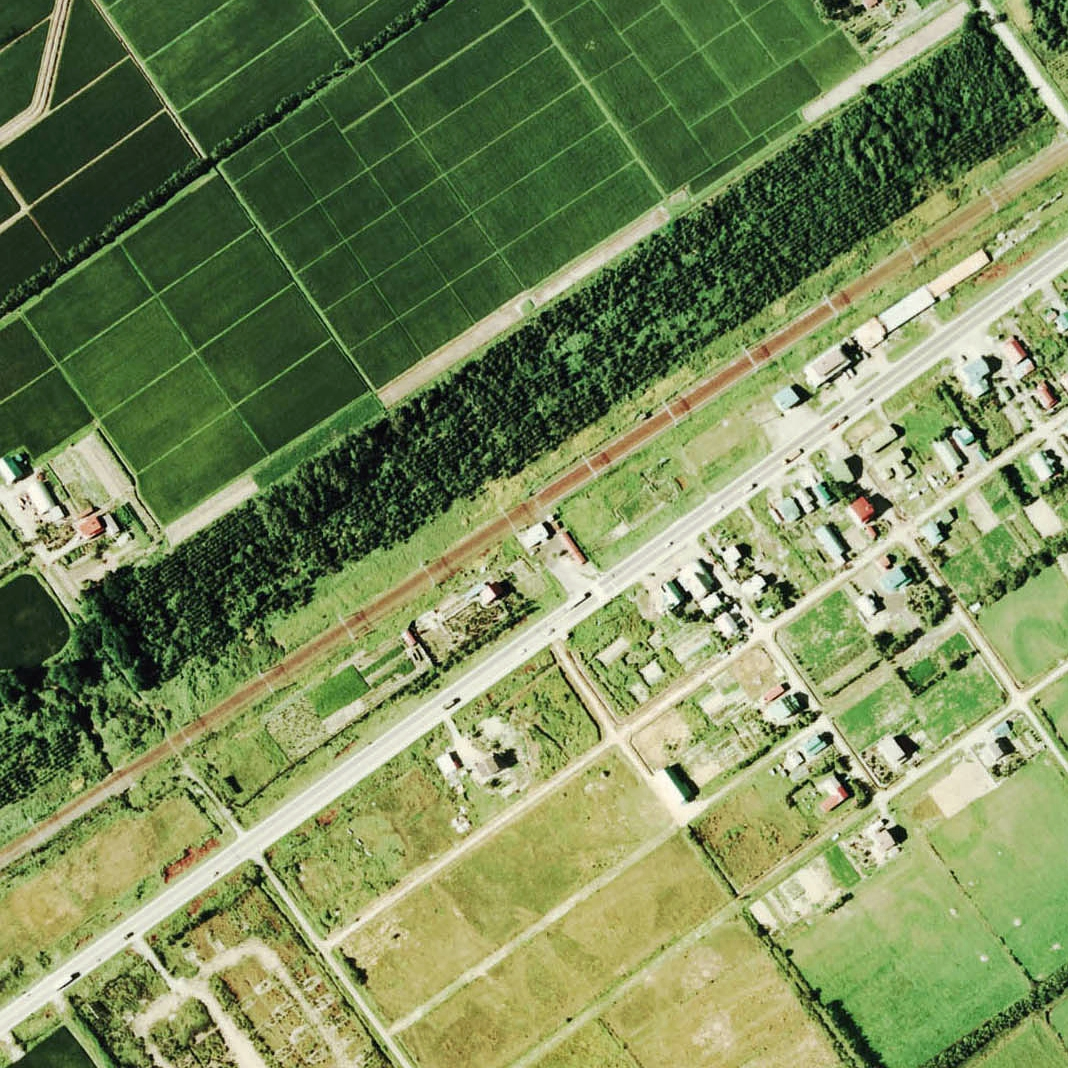
1976年の豊幌駅と周囲約500m範囲。右上が岩見沢方面。短めの相対式ホーム2面2線である。構内中央近くに位置する駅舎と両ホームの札幌側端が構内踏切で連絡しているため、岩見沢側にホームが極端に寄っている。

現在は札幌市のベッドタウンとして一定数の乗降客があるが、1980年代前半頃までは人家もまばらな地区で、通過する普通列車もあった。

### 年表
- 1956年（昭和31年）11月1日：日本国有鉄道の駅として開業[1]。旅客のみ取扱い[1]。
- 1978年（昭和53年）10月2日：駅員無配置駅となる[3]（簡易委託化）。
- 1987年（昭和62年）4月1日：国鉄分割民営化により、北海道旅客鉄道（JR北海道）の駅となる[1]。
- 1999年（平成11年）7月10日：自動改札機を設置し、供用開始[4]。
- 時期不詳：簡易委託廃止、完全無人化。
- 2008年（平成20年）10月25日：ICカードKitaca使用開始。

## 駅構造
無人駅であり、自動券売機および簡易自動改札機（Kitaca・磁気券ともに対応）が設置されている。豊幌町自治会が券売機の管理と駅舎内の清掃を受託している。地上駅で、2面2線の相対式ホームである。駅舎は南側にあり、北側のホーム（岩見沢方面）へは構内踏切で連絡する。

### のりば
| 番線 | 路線      | 方向 | 行先             |
| ---- | --------- | ---- | ---------------- |
| 1    | ■函館本線 | 上り | 手稲・小樽方面   |
| 2    | ■函館本線 | 下り | 岩見沢・滝川方面 |

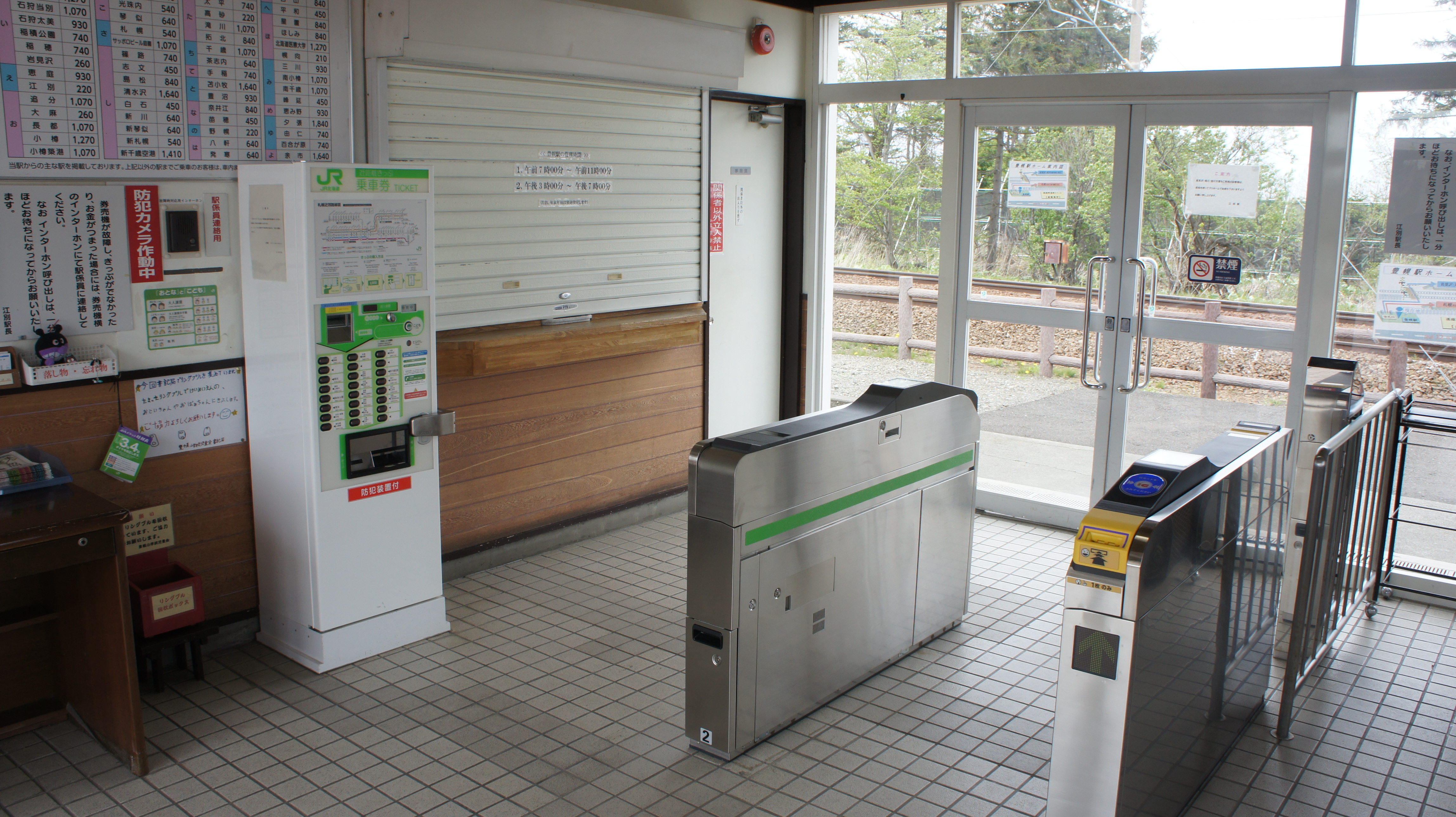
自動券売機及び自動改札機（2017年5月）
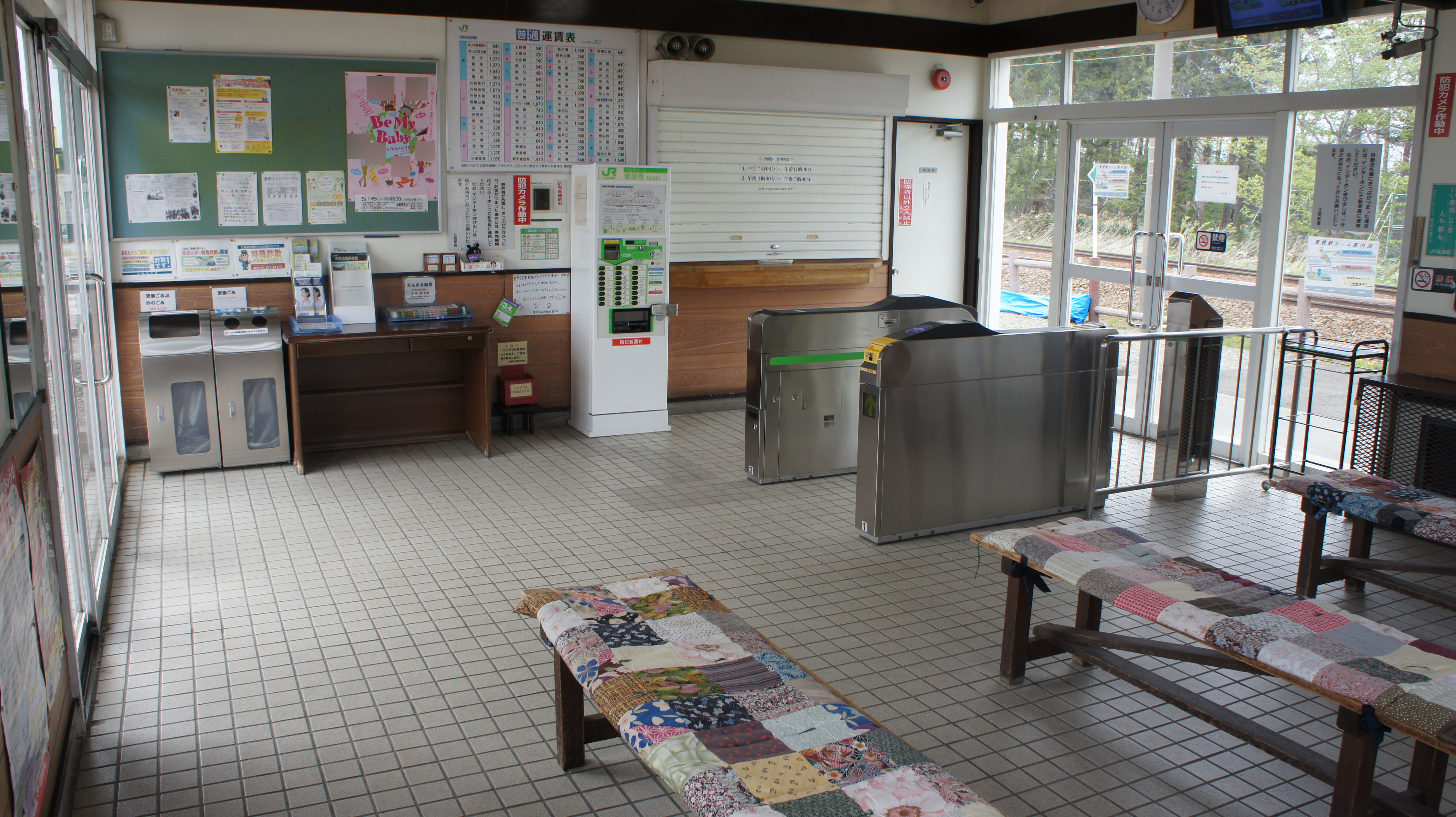
待合室（2017年5月）
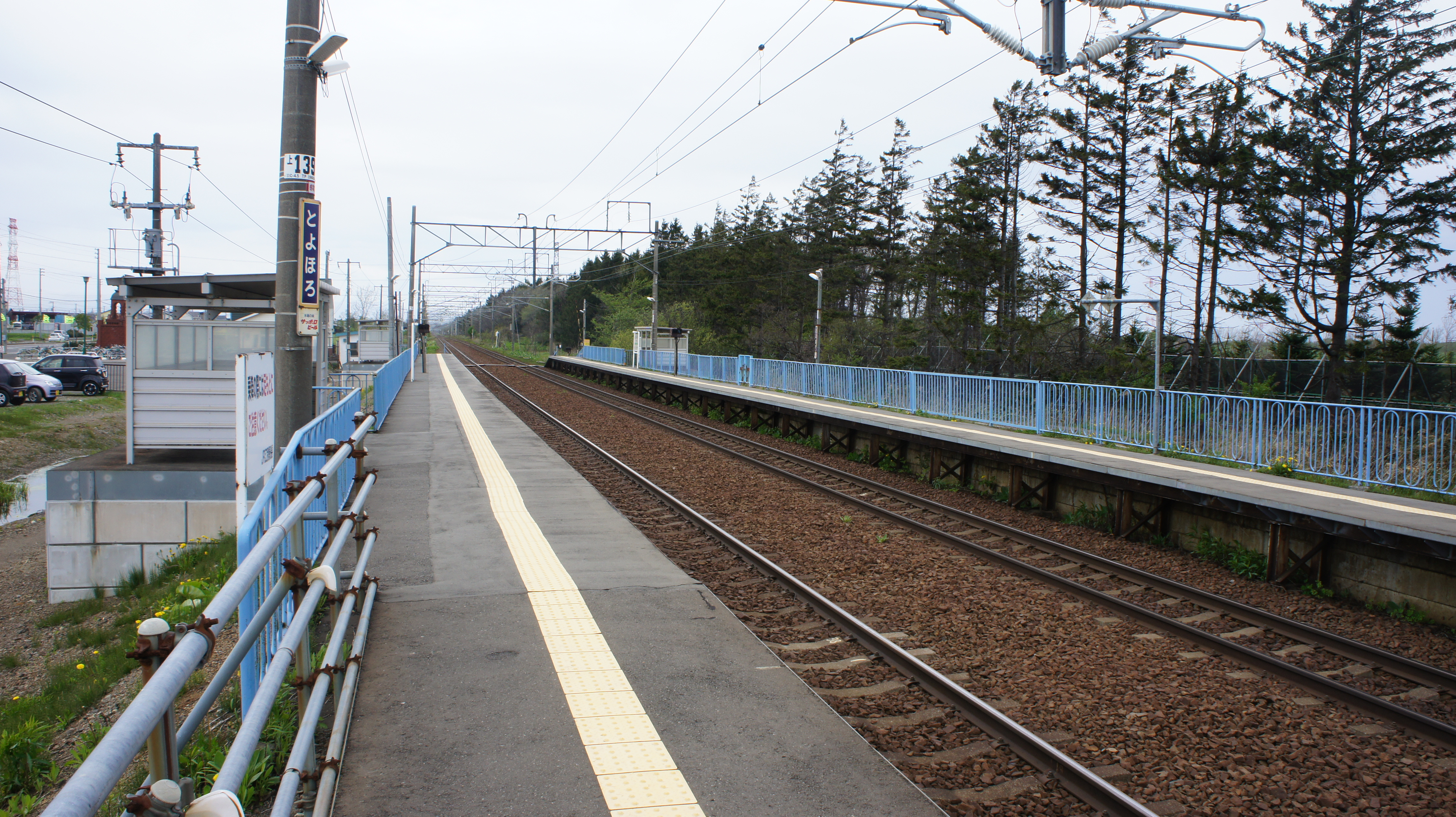
ホーム（2017年5月）
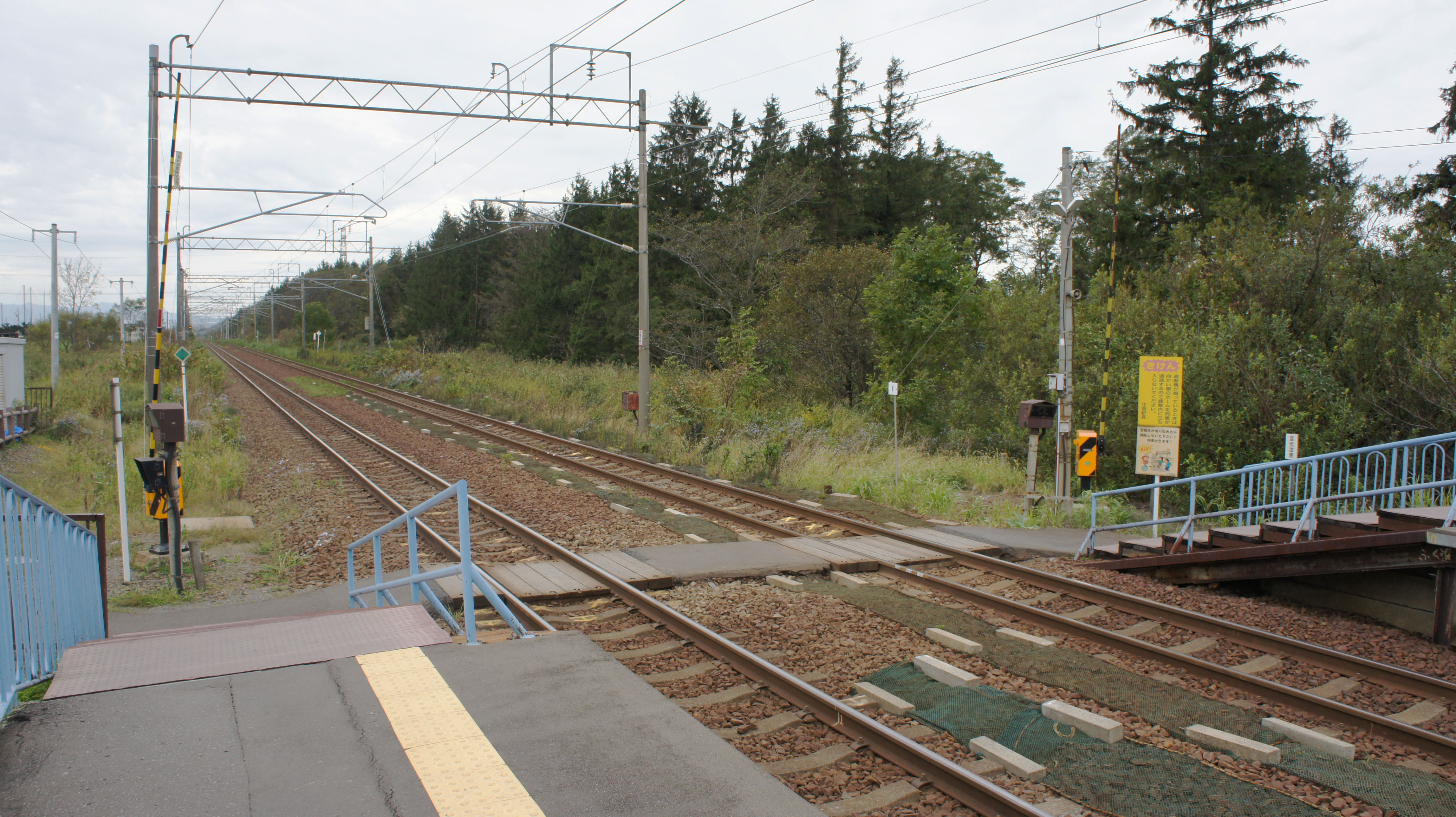
構内踏切（2018年9月）

## 利用状況
1日の平均乗降人員は以下の通りである。
| 乗降人員推移 | 乗降人員推移 |
| 年度         | 1日平均人数  |
| ------------ | ------------ |
| 2011         | 1,006        |
| 2012         | 996          |
| 2013         | 980          |
| 2014         | 902          |

## 駅周辺

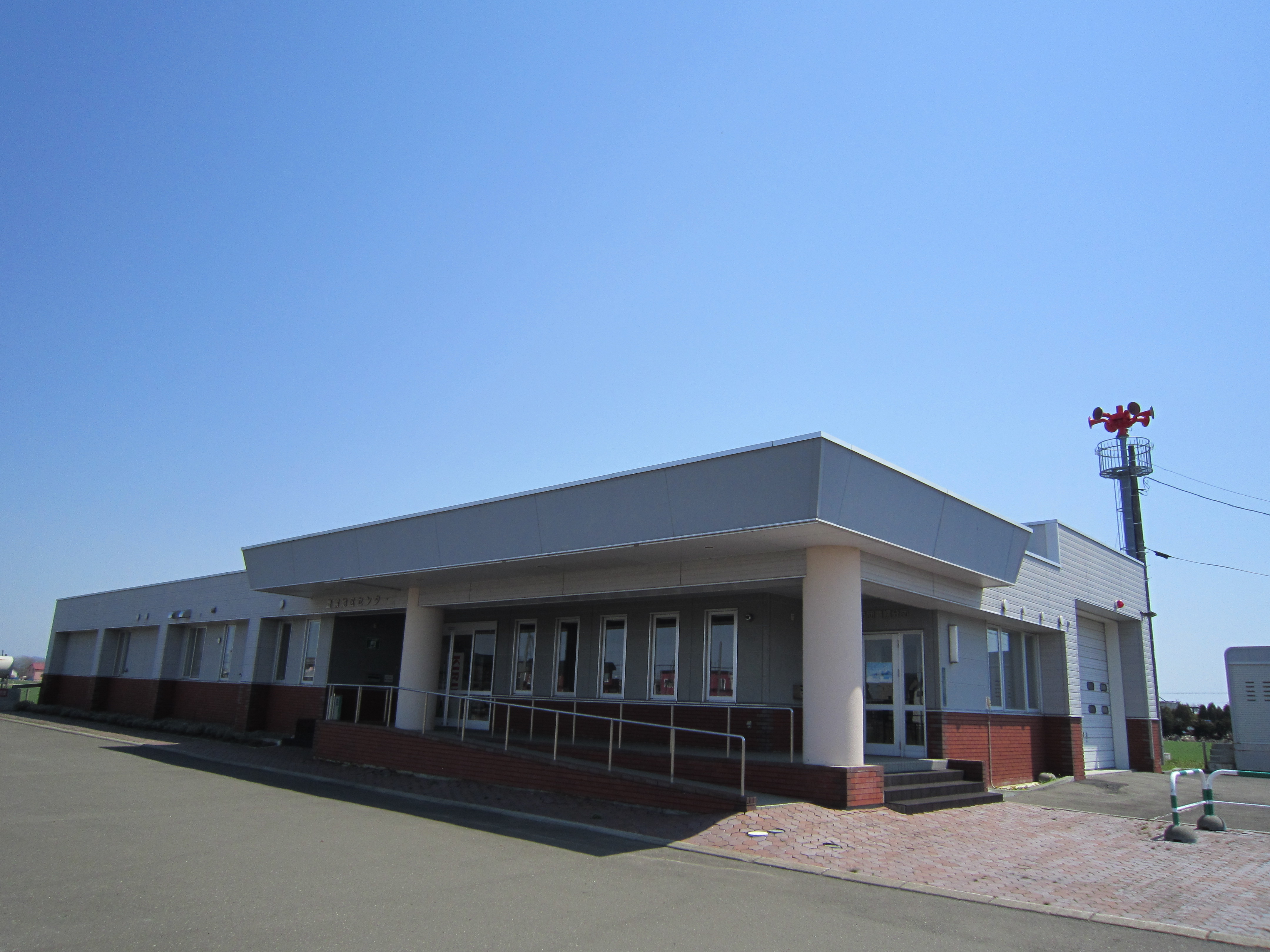
豊幌地区センター
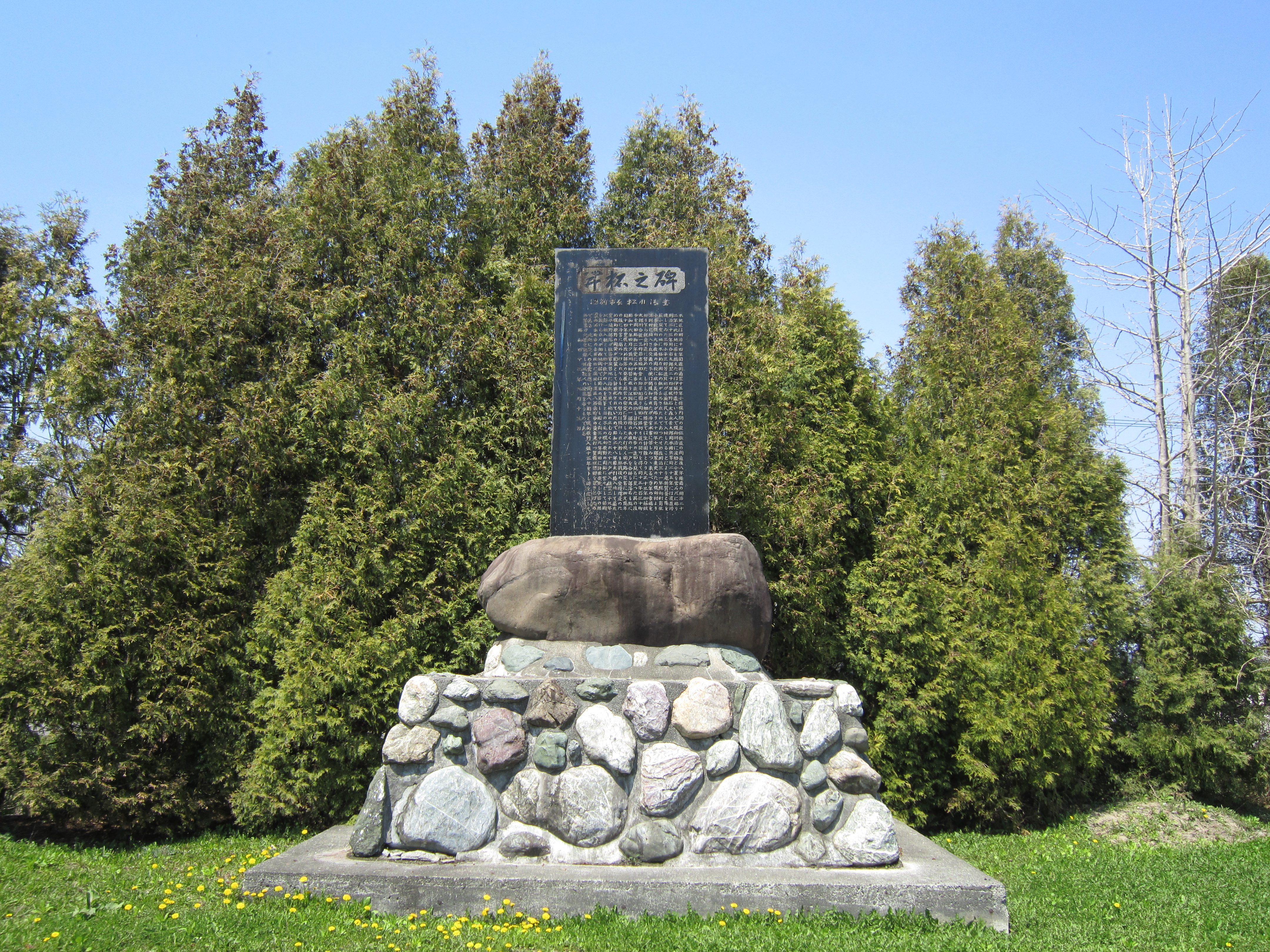
開拓記念碑（豊幌神社内）

駅は石狩川左岸（南岸）に位置し、付近では支流の夕張川が石狩川左岸側に合流する形となっている。また、駅南側を夕張川支流の幌向川が流れ、駅付近で夕張川に合流する。これは大雨時に内水氾濫を起こしやすい地形であり、駅付近はたびたび浸水する被害を受けている。直近では1981年（昭和56年）8月の水害被害が大きく、駅前では3m近くまで浸水し建物1階部分は水没したという。2020年代でも江別市作成のハザードマップにおいて駅周辺は最大10mの浸水が予想されており、地区内にこれを避ける高さの建物はなく適切な避難場所は設けられていない。
駅舎は線路南側にある。主要な集落も駅の南側にあり、1980年代後半に形成された新興住宅地である。駅前を鉄道に並走するように国道12号が通過する。さらに南側を道央自動車道が通過するが地区内にインターチェンジは設けられていない。
駅の北側には鉄道に並行するように鉄道防風林がある。また住宅が点在し、石狩川が作り出した三日月湖も残る。北側も南側も集落を離れると一面の農地が広がっている。農地の種類は水田が多いが、畑も点在する。行政施設は公民館がある程度で警察や消防の駐在所はなく、商業施設も国道沿いにコンビニが点在する程度となっている。
- 石狩川

石狩川支流　夕張川
石狩川旧流路（三日月湖、巴農場）、旧幌向川
夕張川支流　幌向川
- 国道12号
- 豊幌簡易郵便局
- 江別市豊幌地区センター（公民館）
- 江別市立豊幌小学校
- 豊幌神社

豊幌地区開拓記念碑
- 豊幌地区センター
- 開拓記念碑（豊幌神社内）

## 隣の駅
北海道旅客鉄道（JR北海道）
■函館本線
江別駅 (A09) - 豊幌駅 (A10) - 幌向駅 (A11)